# Dunstall Hall
Dunstall Hall est un manoir anglais du XVIIIe siècle près de Tatenhill, Burton upon Trent, Staffordshire. Il s'agit d'un bâtiment classé Grade II*.

## Histoire

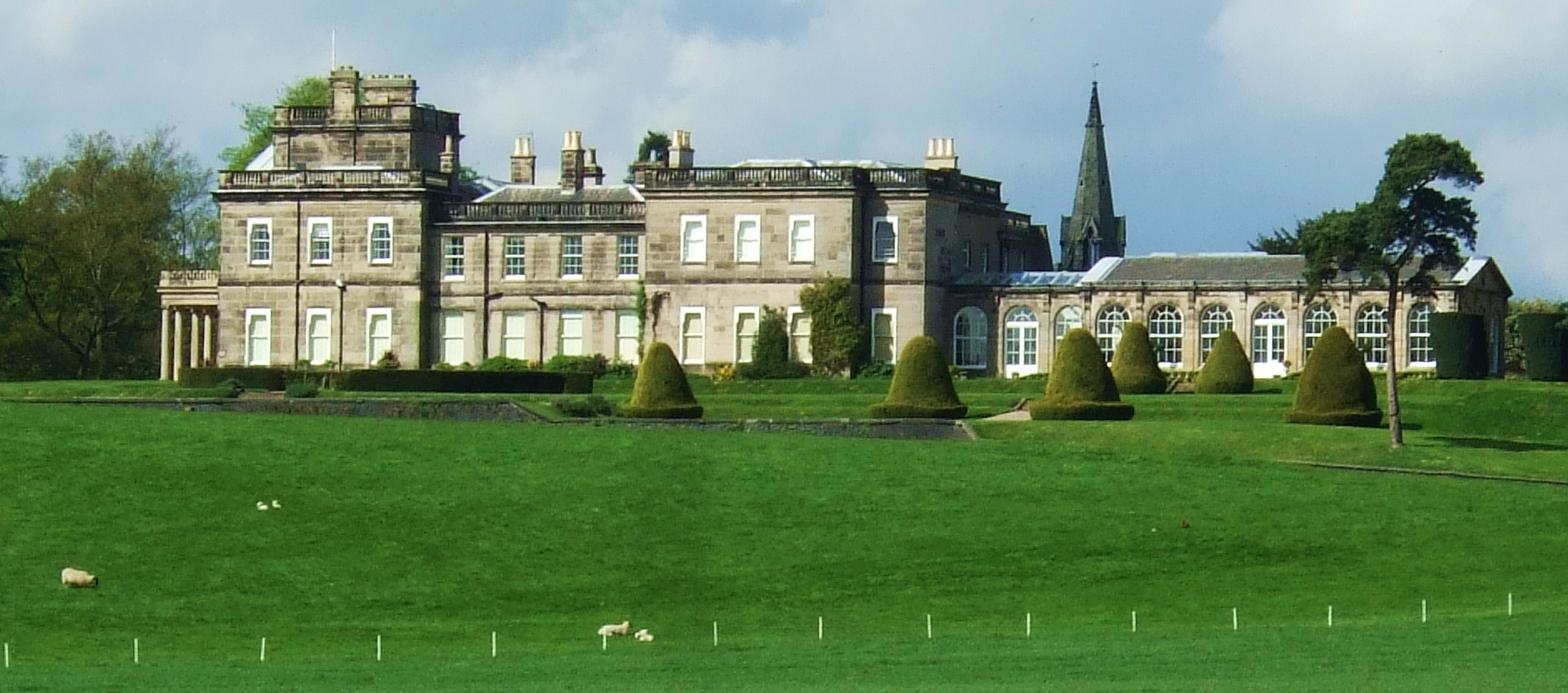
Dunstall Hall

Le manoir est enregistré comme propriété du comte de Derby en 1145 et la première maison sur le site est probablement un pavillon de chasse dans la forêt royale de Needwood.
En 1814, le domaine est acheté par Richard Arkwright Junior (fils de Richard Arkwright) pour son fils Charles qui y vit et qui est haut shérif du Staffordshire en 1849.
Charles meurt en 1850 sans enfant et le domaine est vendu à John Hardy. Lui et plus tard son fils, Reginald Hardy (haut shérif 1893) procèdent à d'importantes modifications et améliorations de la propriété. Les nouveaux travaux de construction comprennent une nouvelle façade d'entrée avec un portique et de nouvelles ailes.
Après la mort du 3e baronnet Hardy en 1953, le domaine est vendu au riche ingénieur civil des Midlands, Robert Douglas, et à sa mort en 1997, il est vendu au promoteur immobilier et propriétaire de l'hippodrome, Stanley Clarke (homme d'affaires) (en).
En 2006, deux ans après le décès de Stanley Clarke, le domaine est vendu au bookmaker Barry Morgan qui vend Needwood Racing à Coral pour plusieurs millions de livres en 2005. En 2007, après rénovation et rénovation, Morgan ouvre la maison pour des événements d'entreprise et d'affaires. En 2013, la maison et 85 acres sont à vendre pour 5 millions de livres sterling. En juillet 2014, Fawaz Al-Hasawi, ancien propriétaire du Nottingham Forest Football Club, achète la maison pour 4 millions de livres sterling.